# Епитафи на Миловановића гробљу у Дучаловићима
Епитафи на Миловановића гробљу у Дучаловићима представљају значајна епиграфска сведочанства и чине поуздане родбинске податке преузете са старих надгробних споменика на фамилијарном гробљу Миловановића у засеоку Планинци у Дучаловићима, Општина Лучани.

## Миловановића гробље
Најмање гробље у планинском делу Дучаловића. Налази се на Дебелој гори, потес Водице, у шумовитом и беспутном крају. Овде су сахрањивани само чланови рода Миловановића (и Гавриловићи, који потичу од Миловановића). Најстарији датирани споменик подигнут је Драгињи Миловановић (†1874).

## Епитафи
Споменик Драгињи Миловановић (†1874)
Овде почива р.б. премила
ДРАГИНА
незаборављена кћер
Гаврила Миловановића и матере Станице
Поживи 7 год. а умре 29 септ 1874. год.

Споменик Петри Миловановић (†1876)
Овде почива Р.Б.
ПЕТРА
супруга Гаврила Ш. Миловановића
Поживи 35 год.
а престави се у вечност 1876 год.
Овај спомен подиже јој Глишо син его

Споменик Гаврилу Миловановићу (†1879)
Овде почива раб Божии
ГАВРИЛО МИЛОВАНОВИЋ из Дучаловића
Поживи 65 год. а умре 15 Декем. 1879.г.
Споменик подигоше му синови
Глигорије Арсеније и Василије.

Споменик Ленки Миловановић (†1885)
Бог да прости упокојену раба Божи:
ЛЕНКУ
у 19 г. Умрла 11 фебруара 1885 год.
и провела се у младовању 14 месеци.
Овај спомен подиже јој муж Арсеније

Споменик Станици Миловановић (†1887)
Овде почива раб Божи
СТАНИЦА
II супруга Гаврила Миловановића
Поживи 61 г. а умрла 30 Априла 1887. г.

Споменик Марку Миловановићу (†1887)
МАРКО ЈОВАНОВИЋ из Марковице
коме се мајка преудала
за Гаврила Јовановића-Миловановића,
овде у Дучаловиће
Марка са собом довела
малолетног сиротана
где га усини његов очух Гаврило.
Марко поживи 45 г. утопи се у Мораву
између села Дљина и Тучкова 1887. г.
и тамо је сахрањен.
Овај спомен подигоше му синовац
Стеван и унук Гаврило Гавриловић.

Споменик Ружици Миловановић (†1888)
Овде почива РУЖИЦА
супруга Александре Миловановића
Поживи 85 г. умре 1 јануара 1888. г.

Споменик Радомиру Миловановићу (†1895)
Овде вене леп цвет
РАДОМИР
син Љубомира и Стајке Миловановић
Умро 1895. г.

Споменик Ђорђу Миловановићу (†?)
Овде је ЂОРЂЕ МИЛОВАНОВИЋ
рођен 1838 а умро .... г.
Спомену га Љубомир и унуци Станојле Драгољуб и Милан.
Ђорђе Ђоко је рођен од мајке Еле и оца Милована Јовановића
из Сугубине Старе Србије.

Споменик Ивану Миловановићу (†1905)
Љубезни српски роде
умилено стани овде
и прочитај овај спомен дичног србина
ИВАНА
син Ђорђе Миловановића
земљоделца из Дучаловића
Рођен 14 септембра 1875 год.
А умро 24 Марта 1905 год.
Овај спомен подиже му отац Ђорђе...

Споменик Станици Миловановић (†1905)
Овај спомен показује овде сахрањено тјело
СТАНИЦЕ Миловановић из Дучаловића
која поживи 65 год. а умрла је 1 Новембра 1905 г.
Овај спомен подигоше јој муж Ђорђе
и синови Александар, Владимир .... Вукомир.

Споменик Миловановићима – оцу Александру (†19??) и сину Велимиру (†?)
Овде је АЛЕКСАНДАР Ђ. Миловановић
рођен 1862 а умро 19... г. и син му ВЕЛИМИР рођен ....
Споменуше иг син-брат Здравко, брат-стриц Љубомир
и синовци-рођаци Станојле и Милан.

Споменик воденичару Владимиру Миловановићу (†19??)
Овде је поштени грађанин ВЛАДИМИР
пасторак Ђорђа Миловановића од мајке Станице 1857
а убијен у воденици
код свог брата Миљка и снае Анке 19... г.
Који је као воденичар погинуо од лопова
па и до дан данас дело убиства није откривено.
Спомену га брат Љубомир са синовима

Споменик Станици Гавриловић (†1914)
Овде почива младенац СТАНИЦА
кћер Рајке и Василија Гавриловића.
Поживи 7 г. а умре 18 фебруара 1914. г.

Споменик Средоју Гавриловићу (†1918)
Овде вене леп цвет младенац
СРЕДОЈЕ
син Рајке и Василија Гавриловића из Дучаловића.
Умро 21 Авг. 1918.г.

Споменик Благоју Гавриловићу (†1918)
Тек што почег радити очевину крабрити
покоси ме смртна коса непожали што сам роса
БЛАГОЈЕ
син Рајке и Василија Гавриловића из Дучаловића
који часно и поштено Поживи 17 г.
а умре 27 октобра 1918 год. Бог даму душу прости.
Овај спомен подиже му отац Василије и мајка Рајка

Споменик Борики Миловановић (†19??)
Млађано чедо
као росна трава
у овом гробу
вечни санак спава
БОРИКА
кћер Рајке и Василија Гавриловића из Дучаловића
Живи своје младости 15 год. а умре октобра ...
Бог да јој душу прости.

Споменик Аксентију Гавриловићу (†1919)
Овде почива и ладна земља скрива
дичног Србина
АКСЕНТИЈА ГАВРИЛОВИЋА из Дучаловића
који часно и поштено поживи 55 год.
а престави се у вјечност
19 Децембра 1919 г. Бог да му душу прости.
Овај спомен подиже му син Стеван унук Гаврило и супруга Роса.

Споменик Миленку Миловановићу (†19??)
Младенац МИЛЕНКО
син Љубомира и Стајке Миловановић из Дучаловића...

Споменик Стајки Миловановић (†1922)
Овде је СТАЈКА
супруга Љубомира Ђ. Миловановића
рођена од Бојовића из Тучкова
А умрла 1922 год.
Споменуше је муж Љубомир
и синови Станојле Драгољуб и Милан.

Споменик супружницима – Арсенију (†1948) и Стамени (†1931) Гавриловић
ГАВРИЛОВИЋ
АРСЕНИЈЕ 1856-1948       супруга СТАМЕНА 1866-1931
Споменик подиже усинак Пауновић Тихомир
са супругом Станком.

Споменик Мирјани Пауновић (†1933)
ПАУНОВИЋ МИРЈАНА 1908-1933
Спомен подиже супруг
са синовима Радошом и Милошом.

Споменик једногодишњој Андријани (†1933)
дете АНДРИЈАНА 18-Х-1933-1933

Заједнички споменик Миловановићима
Овде почива
ВЕЉКО МИЛОВАНОВИЋ из Дучаловића.
Поживи 75 год. Умре XII 1936 г.
и његови родитељи отац НИКОЛА и мајка КРУНА
браћа МИЛЕНКО, РАНКО, НЕНАДА
жена СТАНКА и деца.
Спомен подигоше рођаци
Алекса Милан Љубомир Арсеније
и Василије и синовац Стеван.

Споменик Роси Гавриловић (†1937)
овде почива и ладна земља скрива
дичну српкињу РОСУ
супругу поч. Аксентија Гавриловића из Дучаловића.
Која часно и поштено поживи 81 г.
а престави се у вјечност фебруара 1937. г. Бог да јој душу прости.
Овај спомен подиже јој син Стеван унук Гаврило и снаха Јела

Заједнички споменик деци – Вери, Цани и Јели
ВЕРА од 3 год.
ЦАНА од 2 год.
ЈЕЛА од 1 год.
Спомен подижу сестрама и мајци
Милутин, Радмила, Миломирка
и Милица са породицама. 

Споменик Здравку Миловановићу (†1945)
ЗДРАВКО МИЛОВАНОВИЋ
р. 1912 г. погибе 1945 г.
Спомен подигоше жена Јелисавета
кћи Мирослава и синовац Гаврило у 1965. год. 